# قوس أفعواني

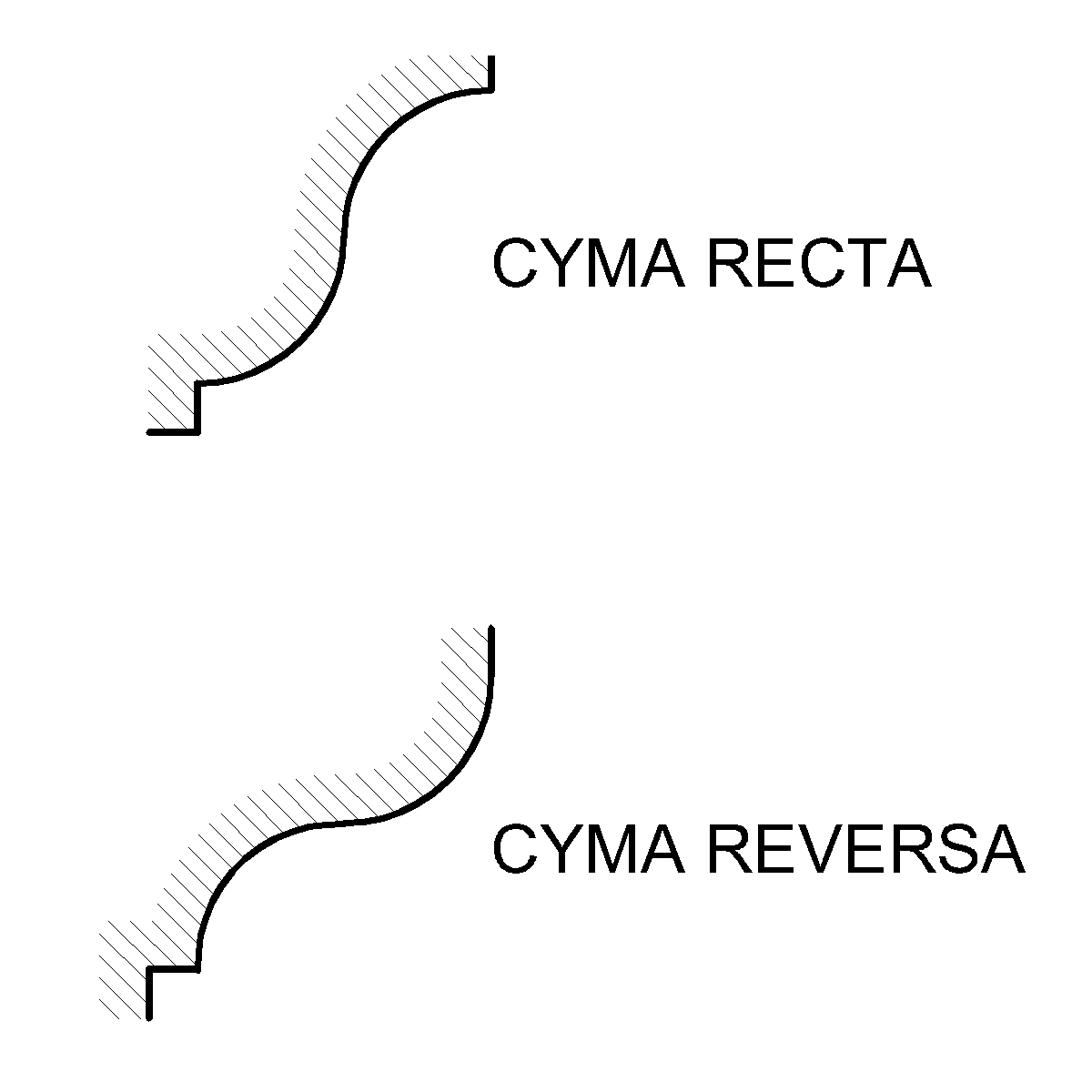
مثالان لمنحنيات تُشبه القوس الأفعواني الممتد، أحدهما مقعر فوق محدب (cyma recta)، والآخر محدب فوق مقعر (cyma revers a)، يمثلان المقاطع العرضية لنوعين من القوالب الزخرفية المستخدمة في البناء

القوس الأفعواني هو كائن أو عنصر أو منحنى، غالبًا ما يُرى في الهندسة المعمارية والبناء وخاصة الإسلامي، له شكل أفعى تتحرك (أو شكل حرف S) متعرج أو ممتد (مثل الدالة السينية). :218يتكون القوس الأفعواني من منحنى مزدوج، وهو مزيج من منحنيين أو قوسين نصف دائريين، نتيجة لنقطة انعطاف من مقعر إلى محدب أو العكس، :218 يكون لهذه الأقواس نهايات للمنحنى العام تشير إلى اتجاهين متعاكسين (ولها مماسات متوازية تقريبًا).

قوس أفعواني، يظهر زوجًا من الكتل المكونة على كل جانب والتي تشكل المنحنى المزدوج للقوس الأفعواني، متصلًا في ذروته بحجر العقد في الزاوية العلوية. وهي نقطة المنتصف للكتلتين على كل جانب والتي تشكلان الشكل الهندسي، وهي النقطة التي يتغيرعندها اتجاه المنحنى الإجمالي، كما أنها نقطة الانعطاف المشار إليها في المقدمة.

شوهدت عناصر الأقواس الأفعوانية لأول مرة في المنسوجات في القرن الثاني عشر من المسلمين، ويقال إن استخدامها - على وجه الخصوص في تصميم الأقواس - يميز العديد من الأساليب المعمارية القوطية والقوطية الحديثة. :218 كان لهذا الشكل العديد من الاستخدامات في الهندسة المعمارية من تلك الفترات إلى يومنا هذا، :218حيث يتكون جانبي القوس من شكلين متوازيين موجهين كصور مرآة، وفي تصميمات الناتئات الزخرفية، حيث تكون الأشكال المتوازية المفردة عبارة عن مقاطع فيديو شائعة (مثل الصورة الافتتاحية). يُستخدم المصطلح أيضًا في البناء البحري، وخاصة في بناء السفن، حيث تُستخدم المنحنيات الأفعوانية في تصميم الهيكل لتحسين الديناميكا المائية. في الإنجليزية تُسمى Ogee وأحيانًا og خاصةً في كتابات القرن الثامن عشر، :218 وفي المهن المرتبطة ببناء المباني.[بحاجة لمصدر]

## الاستخدام في الهندسة المعمارية

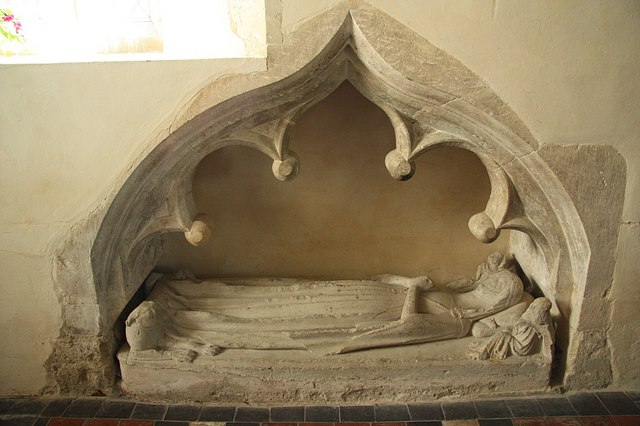
قوس قوطي من القرن الرابع عشر، فوق تمثال قبر في تجويف، في كنيسة القديسة مريم العذراء، بسيلشيستر، في المملكة المتحدة.

في العمارة، الاستخدام الرئيس للمصطلح هو وصف قوس مكون من نصفين من الأشكال الهندسية المتوازية، معكوسة من اليسار إلى اليمين وتلتقي في القمة. شوهدت عناصر من الأقواس الأفعوانية لأول مرة في المنسوجات في القرن الثاني عشر الميلادي، يعتقد الباحثون الأوربيون المتأخرون أنها جاءت من أقواس الجوامع، ويقال إن استخدامها، وخاصة في تصميم الأقواس، يميز أنماط العمارة القوطية الفينيسية وعصر النهضة القوطية. :218 كانت الأقواس الأفعوانية أيضًا سمة من سمات العمارة القوطية الإنجليزية في أواخر القرن الثالث عشر.

### الصب
غالبًا ما تتضمن تفاصيل سطح المبنى، من الداخل والخارج، قوالب زخرفية، وغالبًا ما تحتوي على مقاطع على شكل أفعواني - تتكون (من الأسفل إلى الأعلى) من قوس مقعر يتدفق إلى قوس محدب، مع نهايات رأسية؛ إذا كان المنحنى السفلي محدبًا والأعلى مقعرًا، يُعرف هذا باسم الأفعوانة الرومانية، على الرغم من أن المصطلح يُستخدم بشكل متبادل في كثير من الأحيان للنوع الآخر، ولمجموعة متنوعة من الأشكال الأخرى. تشمل الأسماء البديلة لمثل هذا القالب الروماني المزخرف ناتئة زخرفية والبراثن.

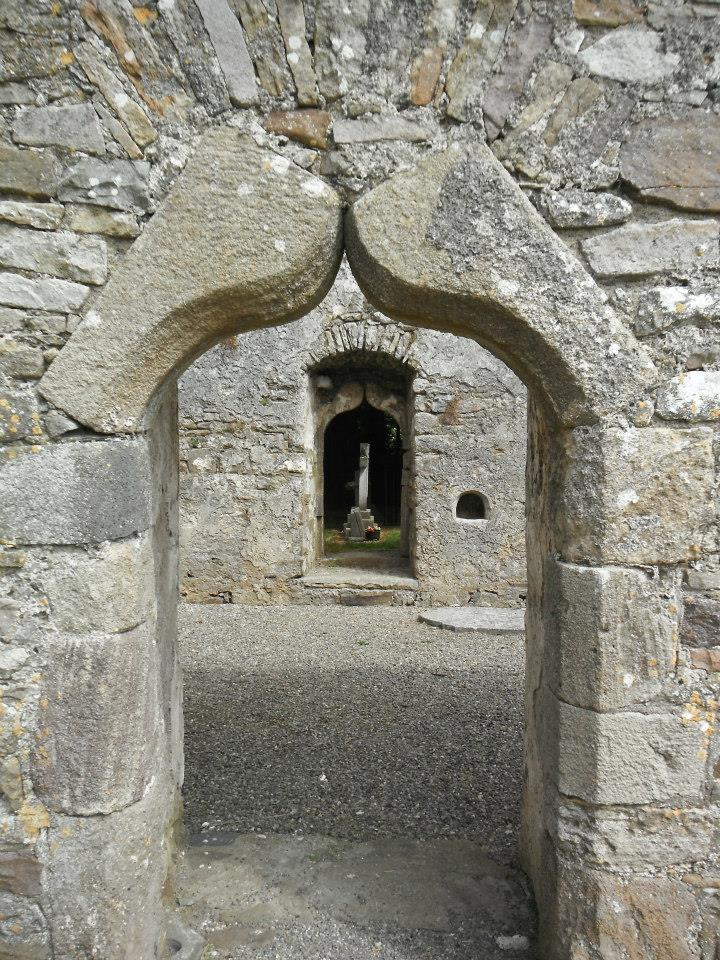
قوس أفعواني غير تقليدي في كنيسة كلفان، آيرلندا (القرن الثالث عشر)

المنحنى الأفعواني هو نظير لمنحنى الناتئة الزخرفية، والفرق بينهما هو الناتئات الزخرفية لها نهايات أفقية وليس رأسية. يظهر شكل الناتئات الزخرفية في العصور القديمة. على سبيل المثال، في بلاد فارس القديمة، كان قبر كورش يتميز بناتئات زخرفية. كما أن الناتئات الزخرفية العكسية واضحة أيضًا في العمارة اليونانية القديمة، وتأخذ اسمها من السيماسيوم [الإنجليزية]. تُستخدم المقاطع الأفعوانية الرومانية في القوالب الزخرفية، وغالبًا تكون مؤطرة بين القوالب بمقطع مربع.[بحاجة لمصدر] وعلى هذا النحو، فهم جزء من المفردات الزخرفية الكلاسيكية القياسية، المأخوذة من قوالب العتبات والكورنيش من النظام الأيوني والنظام الكورنثي.[بحاجة لمصدر]
تُستخدم الأفعوانيات المعمارية أيضًا في كثير من الأحيان في التصميمات الداخلية للمباني، وفي أعمال النجارة، لتغطية عناصر إزار الحائط أو القاعدة، كقطعة تزيينية لقوالب التاج [الإنجليزية] حيث يلتقي الجدار بالسقف، وبنفس الطريقة، في الجزء العلوي من قطع الخزانة.

## استخدامات أخرى

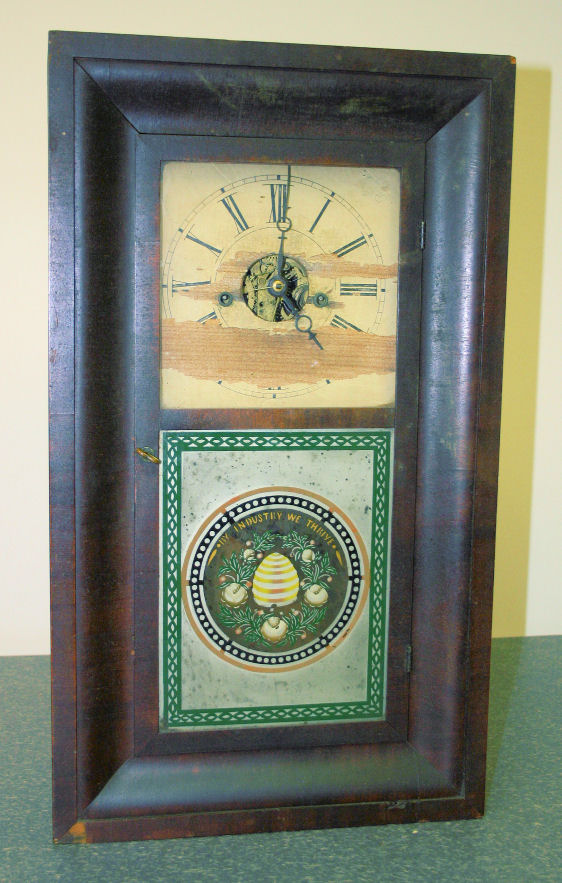
ساعة أفعوانية، محاطة بقالب أفعواني.

الأفعوانة هو أيضًا مصطلح في الرياضيات، ويعني نقطة الانعطاف. ويُستخدم المصطلح أيضًا في تصميم القاطرة البخارية، للإشارة إلى شكل محدد لخزان السرج في القاطرات الصغيرة ذات المناورة الدائرية، مثل الفئة GER 209 [الإنجليزية]. في ميكانيكا الموائع ، يستخدم المصطلح للإشارة إلى الملامح الديناميكية الهوائية التي تحمل مثل هذه الأشكال، على سبيل المثال، كما هو الحال في طائرة كونكورد الأفعوانية الأسرع من الصوت. كما تُستخدم المنحنيات الأفعوانية لتقليل ضغط المياه على الوجه السفلي لمفيض السد.
في جراحة الوجه التجميلية، يستخدم المصطلح لوصف بروز عظم الخد أو الخدين الذي ينتقل إلى تجويف منتصف الخد. الهدف من تجديد منتصف الوجه هو استعادة المنحنى الأفعواني وتعزيز عظام الخد، وهي أجزاء شائعة في جراحة شد الوجه النمطية.

### الكائنات أفعوانية الشكل
الشكل الأفعواني هو الاسم الذي يُطلق على الغرف ذات الشكل الفقاعي في أجهزة التفطير [الإنجليزية] التي تربط عنق البجعة بالوعاء الثابت، في أجهزة التقطير، والتي تسمح للمقطر بالتمدد والتكثيف والسقوط مرة أخرى في الوعاء الثابت.
الحلقات الأفعوانية هي حلقات ثقيلة تستخدم في أدوات التثبيت التي تحتوي على سطح كبير يتحمل الأحمال؛ وتستخدم في بناء الأخشاب البحرية لمنع رؤوس البراغي أو الصواميل من الغرق في وجه الأخشاب. يستخدم مصطلح الأفعوانة لوصف الشكل الأفعواني الذي يؤدي إلى التناظر الشعاعي حول مركز الحلقة.[بحاجة لمصدر] نظرًا لحجم وشكل هذه الغسالات، تُصنّع عمومًا كمنتج من الحديد الزهر (وفقًا لمعيار ASTM A47 أو A48).[بحاجة لمصدر]
كانت الساعات الأفعوانية نوعًا شائعًا من ساعات النوانيس التي تعمل بالوزن في القرن التاسع عشر والتي تقدمها بأسلوب قوطي مبسط، مع التصميم الأصلي المنسوب إلى شوني جيروم [الإنجليزية] كانت الساعات الأفعوانية تُصنع عادةً في الولايات المتحدة، كرفوف للمدافئ أو لتثبيتها على حامل حائط، وهي واحدة من أكثر أنواع الساعات العتيقة الأمريكية شيوعًا.[بحاجة لمصدر] كان التصميم العام مستطيل الشكل، مع تأطير من خلال قوالب ذات شكل هندسي متشابك يحيط بباب زجاجي مركزي مع مشهد مرسوم أسفل وجه الساعة، وهو الباب الذي يحمي وجه الساعة والنواس.[بحاجة لمصدر] سقطت الأوزان المدعومة بالبكرات داخل قالب أفعواني وبالتالي أُخفيَت عن الأنظار.[بحاجة لمصدر]

## قواعد وقوالب الشكل الأفعواني
في التصميم الداخلي المعاصر، كُيف الشكل الأفعواني للاستخدام في عناصر التشطيب المعماري مثل الألواح الجانبية والأعمدة. تُصنّع هذه المنتجات عادة من ألواح الألياف متوسطة الكثافة (MDF) وهي مصممة لتقليد القالب المنحني المزدوج التقليدي (ogee) في شكل حديث فعال من حيث التكلفة. توفر القاعدة الخشبية ذات النمط الأفعواني انتقالًا أنيقًا بين الأرضية والجدار مع إخفاء عيوب السطح البسيطة، في حين تُستخدم عوارض النمط الأوغي لتأطير الأبواب والنوافذ، مما يضفي تفاصيل كلاسيكية دقيقة على المساحات الداخلية.
على سبيل المثال، يوضح "لوح القاعدة Ogee 1 MDF" المتوفر من MDF Skirting World كيفية تطبيق القوالب الأفعوانية في التشطيبات المعمارية المعاصرة. يتميز هذا المنتج بتصميم مزدوج المنحني يعكس جماليات القالب التقليدية مع تلبية معايير التركيب والمتانة الحديثة. تتيح الاختلافات في الشكل - مثل الاختلافات في العمق والعرض والانحناء - للمصممين اختيار المنتجات التي تناسب مجموعة من الأنماط الداخلية، من الكلاسيكية إلى البسيطة الحديثة.

## طالع أيضًا
- خط الجمال [الإنجليزية]

## قراءة إضافية
- Lewis, Philippa & Darley, Gillian (1986). Dictionary of Ornament. New York: Pantheon Books. ص. 222, 73, 97, and 116. ISBN:0-394-50931-5. اطلع عليه بتاريخ 2020-01-09.{{استشهاد بكتاب}}:  صيانة الاستشهاد: أسماء متعددة: قائمة المؤلفين (link)
- Owens, Bill & Dikty, Alan (2009). The Art of Distilling Whiskey: An Enthusiast's Guide to the Artisan Distilling of Whiskey, Vodka, Gin, and Other Potent Spirits. Quarry Books. ISBN: 978-1592539185. p. 26.